# الكويت في الألعاب الأولمبية الصيفية 2020
من المقرر أن تتنافس الكويت في دورة الألعاب الأولمبية الصيفية 2020 في طوكيو في الفترة من 24 يوليو إلى 9 أغسطس 2020. وستكون هذه هي المرة الثالثة عشرة التي تظهر فيها الدولة في الألعاب الأولمبية الصيفية ، على الرغم من تنافسها مع الرياضيين الأولمبيين المستقلين في الألعاب السابقة في عام 2016 ، نتيجةً لتعليق مشاركتها آنذاك من قبل اللجنة الأولمبية الدولية.

## الرماية
أعلن رئيس نادي الرماية الكويتي دعيج العتيبي إن النادي يعمل على تأهيل أكبر عدد من الرماة الكويتيين، للمشاركة في دورة الألعاب الأولمبية (طوكيو 2020) وتحقيق المزيد من الإنجازات في هذا المحفل الرياضي المهم.